# Origins Award
Origins Awards — американская награда, вручаемая выдающимся продуктам игровой индустрии. Номинантов награждает Академия Приключенческого Игрового Искусства и Дизайна (англ. AAGAG) на выставке Origins GameFair ,вторым крупнейшем конвенте в мире после GenCone, в июне.
Любой издатель или дизайнер может отправить свой продукт на рассмотрение в течение года до крайнего срока.
Origins Awards иногда называют Каллиопой в честь призовой статуэтки.

## Выбор жюри
Жюри выбирают кандидатов после GAMA Trade Show, которая проходит в марте. За кандидатов голосуют все члены Академии. Также участники Origins GameFair имеют возможность выиграть награду Fan Favorite в каждой категории. Победители объявляются на церемонии вручения наград.

## История
Награда ведется с 1974 года и было только пять категорий:
- Лучшая профессиональная награда
- Лучшая любительская награда
- Лучший профессиональный журнал
- Лучший любительский журнал
- Зал славы приключенческих игр

Спустя время были добавлены ещё категории:
- Лучшая настольная игра (традиционная, историческая или абстрактная)
- Лучшая карточная игра (традиционная или торговая)
- Лучшая игра с варгеймовыми миниатюрами[6] (исторические, научно-фантастические или фэнтезийные)
- Лучшая коллекционные игры
- Лучшая семейная игра
- Лучший игровой аксессуар
- Лучшая ролевая игра
- Лучшие аксессуары для ролевых игр

В 1980-х и 1990-х годах награды присуждались и компьютерным играм.
В 2003 году добавили новую категорию «Авангардная награда», которые удостоились и вручаются высоким инновационным играм (игры, которые превзошли всех по механике, стилистике, дизайну, графике и идеи).

## Зал славы[8]

### Персоны
- Аарон Аллстоун
- Дейв Арнесон
- Ричард Берг
- Джолли Р. Блэкберн
- Ларри Бонд
- Дарвин Бромли
- Боб Шарретт
- Фрэнк Чедвик
- Лорен Коулман
- Грег Костикян
- Лиз Данфорт
- Джеймс Ф. Данниган
- Ларри Элмор
- Майк Эллиотт
- Дон Фезерстоун
- Найджел Финдли
- Ричард Гарфилд
- Дон гринвуд
- Эд Гринвуд
- Джули Гатри
- Гари Гигакс
- Трейси Хикман
- Джон Хилл
- Дэвид Исби
- Стив Джексон
- Дженнелл Джейквейс
- Райнер Книция
- Рик Лумис
- Роджер Макгоуэн
- Том Мейер
- Марк Миллер
- Деннис Мизе
- Алан Р. Мун
- Сэнди Петерсен
- Майкл Пондсмит
- Алекс Рэндольф
- Чарльз Робертс
- Сид Саксон
- Дьюк Сейфрид
- Том Н. Шоу
- Редмонд Симонсен
- Майкл Стэкпол
- Грег Стаффорд
- Лиза Стивенс
- Клаус Тойбер
- Дон Тернбулл
- Джонатан Твит
- Джим Уорд
- Маргарет Вейс
- Джордан Вейсман
- Лорен Уайзман
- Эрик Вуйчик
- Лу Зокки

### Игры
- Ace of Aces
- Acquire
- Advanced Dungeons & Dragons *
- Amber Diceless Roleplaying
- Axis & Allies
- Battletech Mechs & Vehicles
- Berg's Review of Games
- Call of Cthulhu
- Champions
- Chivalry & Sorcery
- Cosmic Encounter
- The Courier
- Diplomacy
- Dragon Magazine
- Dungeons & Dragons
- Empire
- Fire & Movement Magazine
- GURPS
- Illuminati play-by-mail game
- Mage Knight
- Magic: The Gathering
- MechWarrior 2 & 3
- Middle-Earth Play-By-Mail play-by-mail game
- Mythos
- Nuclear War
- Paranoia
- Risk
- The Settlers of Catan
- Squad Leader
- Star Fleet Battles
- Strategy & Tactics
- Traveller
- TwixT
- Vampire: The Masquerade
- Starcraft
- Warhammer Fantasy Battle
- Warhammer 40,000

## Лучшие ролевые игры и дополнения
- 2019
  - Vampire: The Masquerade
  - Mordenkainen’s Tome of Foes
  - D&D Monster Cards
- 2018[9]
  - Gloomhaven
  - Xanathar’s Guide to Everything
  - Adventures in Middle Earth
  - Starfinder
- 2017[10]
  - Adventures in Middle Earth, Cubicle 7
  - Starfinder, Paizo Publishing
  - Xanathar’s Guide to Everything, Wizards of the Coast
- 2016[10]
  - No Thank You, Evil!, Monte Cook Games
  - Star Wars: Edge of the Empire, Fantasy Flight Games
- 2015
  - Star Wars: Force and Destiny, Fantasy Flight Games
  - Terrain Tiles, Lost Battalion Games
- 2014
  - D&D5 Players Handbook, Wizards of the Coast
  - D&D5 Monster Manual, Wizards of the Coast
  - Wings of Glory, Crit Success
  - Battleground Europe, Osprey
  - Flames of War: Barbarossa, Battlefront Miniatures
- 2013[11]
  - Numenera, Monte Cook Games
  - Night’s Watch, Green Ronin Publishing
  - Space Gaming Mat, HC+D Supplies
- 2012[12]
  - Marvel Heroic Roleplaying, Margaret Weis Productions
  - MHRP Civil War Essentials Edition Event Book, Margaret Weis Productions
  - Battletech: Weapons Free, Catalyst Game Labs
  - Metal Steampunk Dice Set[10], Q Workshop
- 2011[13]
  - Arcanis, Paradigm Concepts
  - CoC Shadows Over Scotland, Cubicle 7 Entertainment
  - Shadowrun Runner’s Toolkit, Catalyst Game Labs
  - Kobold Guide to Board Game Design, Open Design LLC
- 2010[14]
  - Dresden Files, Evil Hat Productions
  - Dresden Files: Our World
  - Shadowrun: Spells and Chrome, Catalyst Game Labs
  - Cthulhu Dice Bag, Steve Jackson Games
- 2009[15]
  - Eclipse Phase
  - Big Damn Heroes Handbook
  - Knights of the Dinner Table
- 2008[16]
  - Hyborian War, Reality Simulations Inc.
  - Magic the Gathering: Shards of Alara 1, Wizards of the Coast
  - Classic Battletech: Tactical Operations, Catalyst Game Labs
  - D-Total, Gamescience
  - Serenity Adventures, Margaret Weis Productions
  - Mouseguard, Archaia Studios Press
- 2007[17]
  - Classic Battletech, Catalyst Game Labs
  - Комплект дайсов для Call of Cthulhu, Q-Workshop
  - Codex Arcanis, Paradigm Concepts
  - Aces & Eights, Kenzer and Co.
- 2006[18]
  - Starweb, Flying Buffalo
  - Classic Battletech, Catalyst Game Labs
  - Колода событий для Settlers of Catan, Mayfair
  - Deadlands Reloaded, Pinnacle/Great White Games
  - Burning Empires, Burning Wheel
- 2005[19]
  - Саундтрек для The 13th Hour, Midnight Syndicate
  - Artesia: Adventures in the Known World, Archaia Studios Press
  - Serenity, Margaret Weis Productions
  - GURPS Infinite Worlds (DLC GURPS4)
- 2004[20]
  - Fall of Rome, Enlightened Age Entertainment
  - Ars Magica (пятая редакция)
  - Eberron Campaign Setting (DLC D&D3.5)
- 2003[21]
  - Angel, Eden Studios
  - Savage Worlds (Gamer’s Choice)
  - Redhurst Academy of Magic (DLC d20)
- 2002
  - The Lord of the Rings RPG
  - Celtic Age (DLC d20)
- 2001
  - Adventure!
  - Forgotten Realms Campaign Setting (DLC D&D3)
- 2000
  - Dungeons & Dragons (редакция 3.0)
  - GURPS Steampunk (DLC GURPS)
- 1999
  - 7th Sea
  - Delta Green: Countdown (DLC Call of Cthulhu)
- 1998
  - Star Trek: The Next Generation RPG
  - Greyhawk: The Adventure Begins (DLC AD&D2)
- 1997
  - Legend of the Five Rings
  - Delta Green (DLC Call of Cthulhu)
- 1996
  - Deadlands
  - Six Guns and Sorcery (DLC Castle Falkenstein)
- 1995
  - Mage: The Ascension (вторая редакция)
  - Birthright (DLC AD&D)
- 1994
  - Castle Falkenstein
  - The Encyclopedia Magica (DLC AD&D 2)
- 1993
  - Traveller: The New Era
  - GURPS Vampire: The Masquerade (DLC GURPS)
- 1992
  - Shadowrun (вторая редакция)
  - GURPS Illuminati (DLC GURPS)
- 1991
  - Vampire: The Masquerade
  - GURPS Time Travel (DLC GURPS)
- 1990
  - King Arthur Pendragon (третья редакция)
  - Forgotten Realms Adventure Book (DLC AD&D 2)
- 1989
  - Advanced Dungeons & Dragons (вторая редакция)
  - Creatures of the Dreamlands (DLC Call of Cthulhu)
- 1988
  - GURPS Basic Set (третья редакция)
  - GURPS Space (DLC GURPS)
- 1987
  - Star Wars RPG
  - Star Wars Sourcebook (DLC Star Wars RPG)
- 1986
  - Ghostbusters
  - Cthulhu by Gaslight под Call of Cthulhu
- 1985
  - DC Heroes RPG
  - The Great Pendragon Campaign
- 1984
  - Twilight 2000 (редакция 1.0)
  - Paranoia (первая редакция)
- 1983
  - James Bond 007
- 1982
  - Behind Enemy Lines
- 1981
  - Call of Cthulhu
- 1980
  - Dragonquest
- 1979
  - Commando
- 1977[22][23]
  - Dungeons & Dragons (первый Basic Set)